# Sete de Abril (Salvador)
Sete de Abril é um bairro da cidade brasileira de Salvador (Bahia), localizado na Av. Aliomar Baleeiro (conhecida como Estrada Velha do Aeroporto) Sendo um bairro com um relevo muito acidentado, Sete de Abril faz divisas com os bairros de Cajazeiras, Castelo Branco, Pau da Lima, Vila Canária,  Jardim Nova Esperança e São Marcos; o bairro surgiu onde antes havia a Fazenda Sete de Abril e a Fazenda Buraco do Tatu, está última pertencia ao médico, farmacêutico, cacauicultor e Professor Emérito da Universidade Federal da Bahia, Mauro Barreira de Alencar.
O bairro pertence à Região Administrativa XIII (Treze) - "Pau da Lima".

## História
O bairro foi formado ao longo da década de 1960 a partir dos primeiros conjuntos habitacionais da cidade de Salvador na antiga Fazenda Sete de Abril, feito com o suporte da Companhia de Urbanização de Salvador (CURSA), precursora da Habitação e Urbanismo da Bahia (URBIS), a qual foi liquidada na época.

## Demografia

### Saúde e educação
Em 1974 foi inaugurado o posto de Saúde do bairro. O Centro de Saúde de Sete de Abril faz parte do distrito sanitário de Pau da Lima e faz pequenos atendimentos.
As principais escolas são: Escola Afrânio Peixoto de ensino primário, criado 1968 e o Ginásio Eraldo Tinoco,[carece de fontes?] criado em 1981 para atender alunos do ensino fundamental (5ª a 8ª série) e que em 2002 teve a implantação do ensino médio (antigo segundo grau).

### Segurança
Fora listado como um dos bairros mais perigosos de Salvador, segundo dados do Instituto Brasileiro de Geografia e Estatística (IBGE) e da Secretaria de Segurança Pública (SSP) divulgados no mapa da violência de bairro em bairro pelo jornal Correio em 2012. Chegou a ficar entre os mais violentos em consequência da taxa de homicídios para cada cem mil habitantes por ano (com referência da ONU) ter alcançado o nível mais negativo, com o indicativo de "mais que 90", sendo um dos piores bairros na lista.